# Сибирь (ледокол, 2017)
«Сибирь» — российский атомный ледокол проекта 22220. Является вторым судном проекта.

## Строительство
Ледокол был заложен 26 мая 2015 года. Спуск на воду состоялся 22 сентября 2017 года.
18 сентября 2017 года Машиностроительный дивизион госкорпорации «Росатом» холдинг «Атомэнергомаш» завершил изготовление и отправил в Санкт-Петербург на «Балтийский завод» первый реактор силовой установки РИТМ-200 для атомного ледокола «Сибирь».
В рамках договорных отношений по обеспечению атомного ледокола «Сибирь» судовой арматурой, машиностроительный завод АО «Армалит» поставил на «Балтийский завод» около 1 тыс. единиц судовой арматуры. В номенклатуру поставок вошли уникальные в своём роде донно-бортовая арматура и клапаны затопления.
Планировался к вводу в эксплуатацию в 2019 году. 12 июля 2017 года новым сроком ввода в строй стал 2021 год. На церемонии спуска на воду сроком сдачи был назван ноябрь 2020 года.
1 ноября Росатом выпустил сюжет о ходе строительства ледокола.
16 ноября, запланировано начало ходовых испытаний второго атомного ледокола «Сибирь». Об этом сообщает ТАСС со ссылкой на первого заместителя генерального директора — директора по судоходству ФГУП «Атомфлот» Леонида Ирлица.
1 декабря СМИ сообщили, что ледокол вернулся на «Балтийский завод» после завершения основного этапа программы заводских ходовых испытаний.
24 декабря 2021 года подписан акт-приёмки и передачи заказчику — ФГУП «Атомфлот».
25 января 2022 года в Мурманске первый серийный атомный ледокол «Сибирь» проекта 22220 официально вошёл в состав ФГУП «Атомфлот», на нём торжественно поднят флаг России.

## Конструкция
Рассчитан на преодоление ровного льда толщиной 2,8 метра со скоростью 1,5 — 2 узла (3,0 метра наибольшая).
Наименьшее водоизмещение по КВЛ — 26 771 т.
Является двухосадочным ледоколом: при глубокой осадке способен проламывать толстые океанские льды, при мелкой — работать в руслах рек, тем самым замещая собой сразу два ледокола: классов «Арктика» и «Таймыр» соответственно.

## В филателии и нумизматике

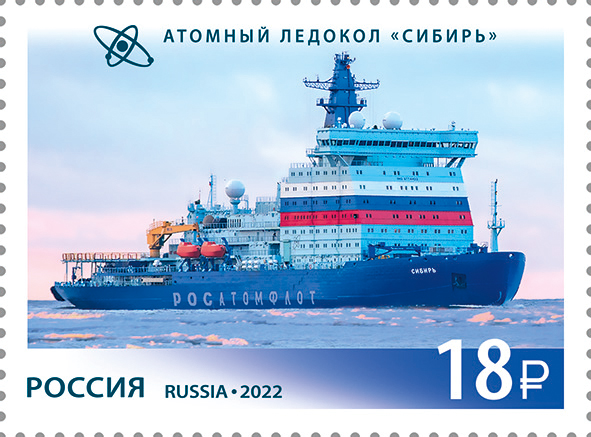
Почтовая марка. 2022 год  (ЦФА [АО «Марка»] № 2964)
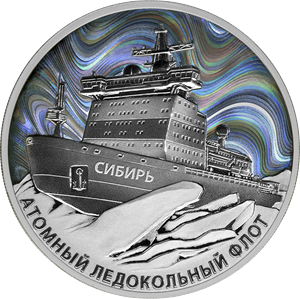
Памятная монета Банка России, 3 рубля, серебро, 2024 год
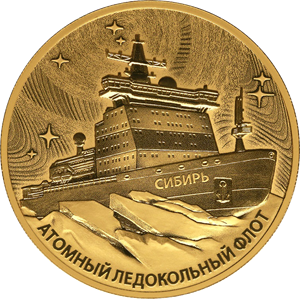
Памятная монета Банка России, 200 рублей, золото, 2024 год